# Gynoplistia hirtamera
Gynoplistia hirtamera är en tvåvingeart som beskrevs av Alexander 1922. Gynoplistia hirtamera ingår i släktet Gynoplistia och familjen småharkrankar. Inga underarter finns listade i Catalogue of Life.